# Gore (kráter)

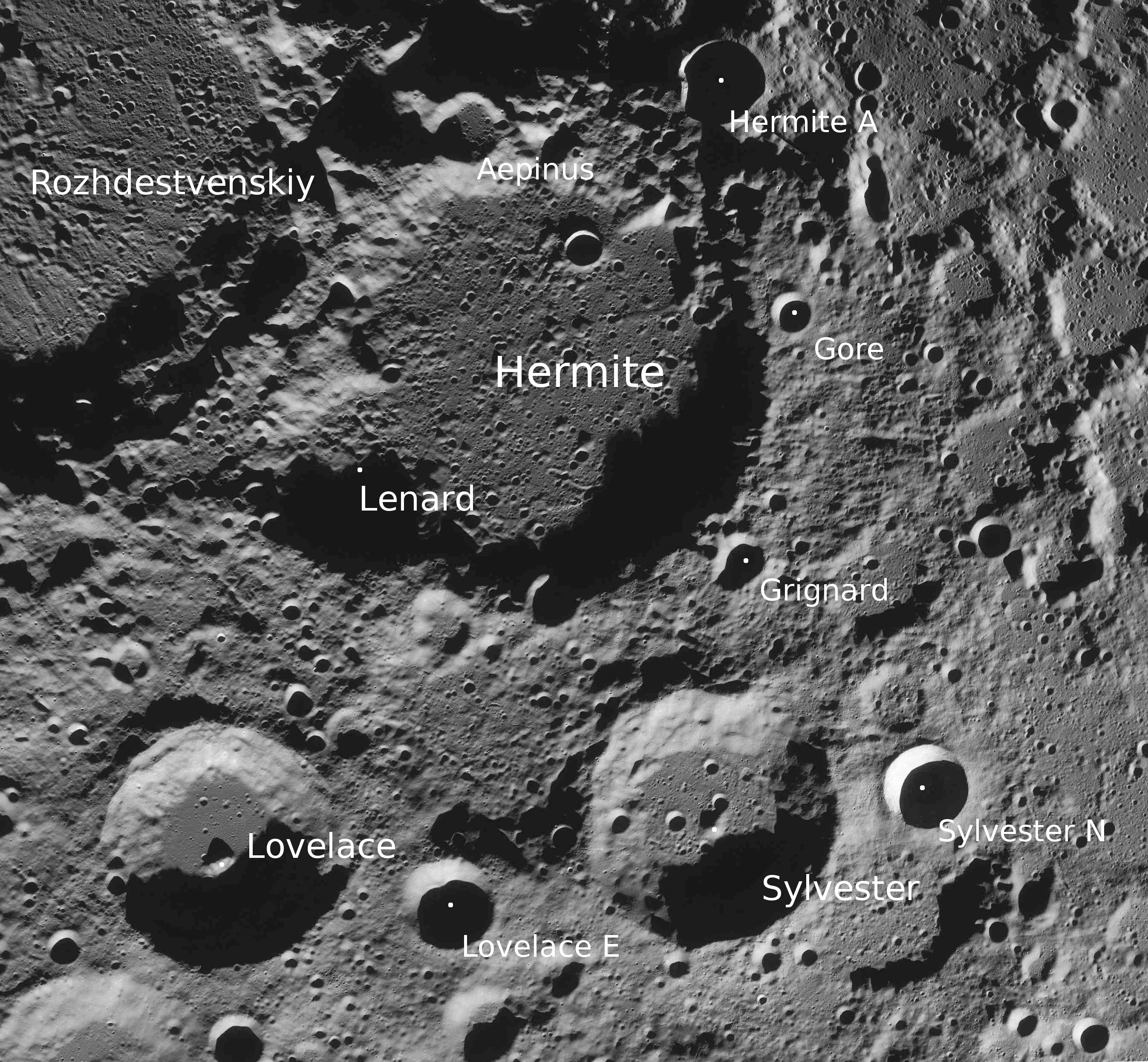
Poloha kráteru Gore.

Gore je malý impaktní kráter nacházející se blízko severního pólu v librační oblasti Měsíce. Vzhledem k jeho poloze na něj dopadá sluneční svit pod nízkým úhlem. Má průměr 9 km a leží blízko východního okraje valové roviny Hermite. Jiho-jihozápadně od něj leží srovnatelně velký kráter Grignard a ještě dále pak větší Sylvester.

## Název
Pojmenován byl na počest irského astronoma Johna Ellarda Gore. Mezinárodní astronomická unie mu přidělila jméno v roce 2009.